# デビン・シングレタリー
デビン・シングレタリー（Devin Singletary、1997年9月3日 - ）は、アメリカ合衆国フロリダ州ディアフィールドビーチ出身のアメリカンフットボール選手。ポジションはランニングバック（RB）。NFLのニューヨーク・ジャイアンツに所属している。
カレッジフットボールはフロリダ・アトランティック大学でプレーをし、2019年のNFLドラフトで3巡目全体74位指名をされ、バッファロー・ビルズに入団した。

## 大学時代
2016年には、152回のキャリーで1,021ヤードを走り、1キャリー平均6.7ヤード、12回のタッチダウンを記録した。
2年目の2017年シーズンには、162得点（27回のタッチダウン）を上げ、1,632ヤードを記録した。このシーズンに、フロリダ・アトランティック大学の1シーズンで記録したラッシュヤードの記録を打ち立てた。
翌シーズンは、261回のキャリーで1,348ヤードを走り、22回のタッチダウンを記録した。そのパフォーマンスが評価され、 スポーティングニュースの選ぶオールアメリカンの第2チームに入った。2018年12月12日に、2019年のNFLドラフトに参加する意向を発表した。

## プロキャリア

### バッファロー・ビルズ
| 5 ft 7+1⁄2 in (171 cm)      | 203 lb (92 kg) | 28+7⁄8 in (73 cm) | 8+1⁄2 in (22 cm) | 4.66 s | 4.40 s | 7.32 s | 35 in (89 cm) | 9 ft 9 in (2.97 m) | 15 回 |
| All values from NFL Combine |                |                   |                  |        |        |        |               |                    |       |

シングルタリーは、2019年のNFLドラフトで3巡目全体74位でバッファロー・ビルズに指名された。

#### 2019年

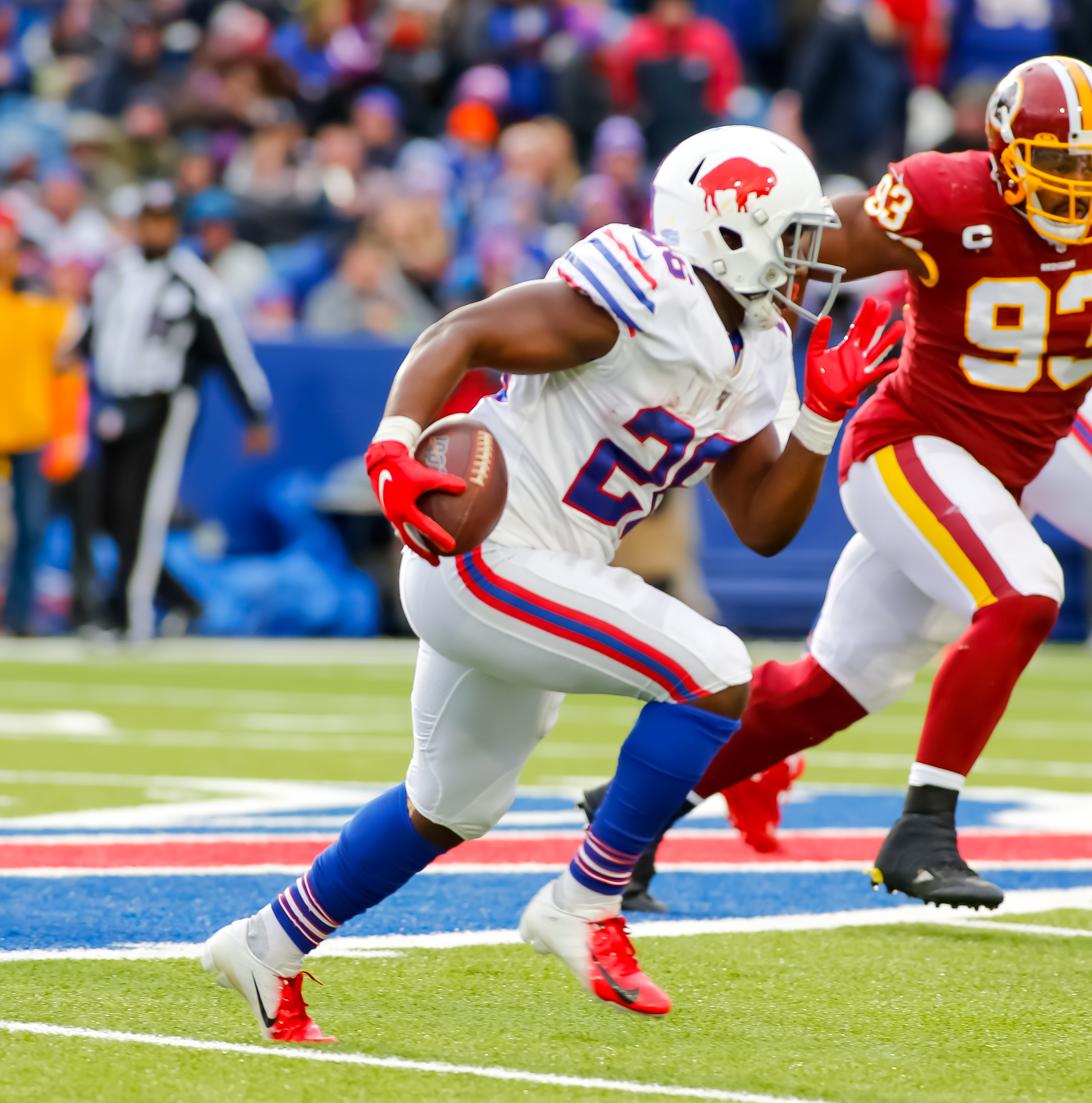
ワシントン・レッドスキンズ戦でのシングレタリー

2019年9月8日のニューヨーク・ジェッツ戦でNFLデビューを果たした。1週間後のニューヨーク・ジャイアンツ戦では、NFLキャリア初のラッシングタッチダウンを記録した。第9週のワシントン・レッドスキンズ戦では、20回のキャリーで95ヤードを走り、3回のキャッチで45ヤード、1回のタッチダウンを記録した。2019年シーズンを通して、151回のキャリーで775ヤードを走り、2回のラッシングタッチダウン、29回のキャッチで194ヤードで、2回のレシービングタッチダウンを記録した。

#### 2020年
フランク・ゴアがフリーエージェントとなり、ランゲームの補完のため、ビルズは2020年のNFLドラフトでザック・モスを指名した。
2020年シーズンを通して、156回のキャリーで687ヤード、2回のタッチダウンを記録した 。

#### 2021年
2021年シーズン第2週のマイアミ・ドルフィンズ戦で記録した46ヤードのタッチダウンランで、最高速度20.29マイル毎時 (32.65 km/h)が出ていたことがNFL NextGen Statsの記録で分かった。

#### 2022年
2022年シーズンは177回のキャリーで819ヤード、5タッチダウンを記録した。

### ヒューストン・テキサンズ
2023年3月20日、ヒューストン・テキサンズと最大375万ドルとなる1年契約を結んだ。2023年シーズンはいずれもキャリアハイとなる216回のキャリーで898ヤードを獲得した。

### ニューヨーク・ジャイアンツ
2024年3月11日、ニューヨーク・ジャイアンツと最大1,950万ドルとなる3年1,650万ドルの契約に合意した。